# NGC 1057
NGC 1057 ist eine linsenförmige Galaxie vom Hubble-Typ S0 im Sternbild Dreieck am Nordsternhimmel. Sie ist schätzungsweise 263 Millionen Lichtjahre von der Milchstraße entfernt und hat einen Durchmesser von etwa 95.000 Lichtjahren. Vom Sonnensystem aus entfernt sich die Galaxie mit einer errechneten Radialgeschwindigkeit von näherungsweise 5.800 Kilometern pro Sekunde.
Im selben Himmelsareal befinden sich unter anderem die Galaxien PGC 10227, PGC 10259, PGC 1033 und PGC 10419.
Das Objekt wurde im Dezember 1849 von George Johnstone Stoney mit Hilfe William Parsons’ Teleskop Leviathan entdeckt.